# (172996) Stooke
(172996) Stooke est un astéroïde de la ceinture principale.

## Description
(172996) Stooke est un astéroïde de la ceinture principale. Il fut découvert le 25 mai 2006 à Mauna Kea par Paul Wiegert. Il présente une orbite caractérisée par un demi-grand axe de 2,66 UA, une excentricité de 0,09 et une inclinaison de 3,9° par rapport à l'écliptique.

## Compléments